# Alovera
Alovera ist eine spanische Gemeinde in der Provinz Guadalajara in der Comarca Campiña de Guadalajara in der Autonomen Gemeinschaft Kastilien-La Mancha.

## Geschichte
Die Geschichte von Alovera reicht bis in die Römerzeit zurück. 1999 wurde in Renovierungsarbeiten der Kirche San Miguel eine kleine römische Kuppe entdeckt. Diese erwies sich als Grabdenkmal aus dem 1. oder 2. Jahrhundert. Die Kuppe ist 57 cm hoch, 40 cm breit und 80 cm tief.
Auf die Präsenz der Westgoten in Alovera weisen die Funde von Alovera Fibulae hin, die derzeit im Museo Arqueológico Nacional de España, dem Archäologisches Nationalmuseum von Spanien bewundert werden können. Es handelt sich um zwei aquiliforme Fibulas aus Gold, Bronze und Glas in Cloisonné-Technik. Sie stammen aus dem 6. Jahrhundert und wurden als Broschen zum Anbringen von Kleidung verwendet.
Aus 16. Jahrhundert stammt die Kirche San Miguel. Zwischen 1569 und 1587 war der Meister Nicolás de Ribero für die Arbeit verantwortlich, in Mitarbeit von Juan de Buega und Juan Ballesteros. Der dem klassischen Manierismus zugeschriebene Hochaltar wurde im 17. Jahrhundert a posteriori hergestellt. Neben dem Hauptaltarbild befindet sich das von San Gregorio, welches von Schülern von Juan de Borgoña und Juan Correa de Vivar angefertigt wurde.